# 阿龙·切哈诺沃
阿龙·切哈诺沃（希伯來語：‎，1947年10月1日—），中文名齐诺威，以色列生物学家。由于发现了细胞利用泛素降解和回收蛋白质的方法，与阿夫拉姆·赫什科、欧文·罗斯一起获得了2004年诺贝尔化学奖。

## 传记

### 早期生活
切哈诺沃1947年生于以色列英屬巴勒斯坦托管地海法一个犹太家庭。他是英语老师布鲁玛 (卢巴舍夫斯基) 和律师事务所办公室职员伊扎克·切哈诺沃的儿子。他的父母于1920年代从波兰移民到以色列。

### 教育
1971年他获得科学硕士学位，1974年从耶路撒冷哈达萨医学院毕业。1981年他在以色列理工学院获得生物化学博士学位，之后于1981年至1984年在麻省理工学院怀特海德研究所 (Whitehead Institute) 哈维·F·洛迪什的实验室进行博士后研究。

### 近期
切哈诺沃目前是以色列理工学院露丝和布鲁斯拉帕波特医学研究所特聘研究教授。
切哈诺沃是以色列科学和人文学院、宗座科学院院士，美国国家科学院外籍院士。2008年，他被聘为國立成功大學客座特聘教授。2013年当选为中国科学院外籍院士。作为深圳“十三五”规划资助新兴技术研究和开设“诺贝尔奖得主研究实验室”的一部分，他在2018年在香港中文大学深圳校区开设了切哈诺沃精准与再生医学研究所。
2005年，在以色列新闻网站Ynet的民调中，切哈诺沃被选为200个最伟大以色列人第31位。作为以色列第一批诺贝尔科技奖得主之一，切哈诺沃在以色列国家和科技史上扮演了重要的角色。
2011年切哈诺沃正式兼任中国南京大学化学与生物医药科学研究所所长。

### 诺贝尔奖
切哈诺沃是以色列第一批诺贝尔科学奖获得者之一，2004年他因泛素化研究获得诺贝尔奖。他在以色列历史和以色列理工学院历史上发挥了核心作用，因而受到表彰。

## 出版物
- Ciechanover, A., Hod, Y. and Hershko, A. (1978).  A Heat-stable Polypeptide Component of an ATP-dependent Proteolytic System from Reticulocytes.  Biochem. Biophys. Res. Commun. 81, 1100–1105.
- Ciechanover, A., Heller, H., Elias, S., Haas, A.L. and Hershko, A. (1980).  ATP-dependent Conjugation of Reticulocyte Proteins with the Polypeptide Required for Protein Degradation.  Proc. Natl. Acad. Sci. USA 77, 1365–1368.
- Hershko, A. and Ciechanover, A. (1982).  Mechanisms of intracellular protein breakdown.   Annu. Rev. Biochem. 51, 335–364.